# Kit électronique
 (décembre 2020).
Si vous disposez d'ouvrages ou d'articles de référence ou si vous connaissez des sites web de qualité traitant du thème abordé ici, merci de compléter l'article en donnant les références utiles à sa vérifiabilité et en les liant à la section « Notes et références ».
Un kit électronique est un ensemble de composants électroniques utilisés pour construire un appareil électronique.
Généralement, les kits sont composés de composants électroniques, d'un schéma de circuit (schématique), d'instructions d'assemblage et souvent d'une carte de circuit imprimé (PCB) ou d'un autre type de carte de prototypage.

## Les types de kits électroniques
Il existe deux types de kits. Certains permettent l'assemblage d'un dispositif ou d'un système unique. D'autres, utilisés surtout pour l'enseignement, permettent l'assemblage de plusieurs circuits.
Le premier type de kits, ceux destinés à la construction d'un dispositif unique, utilise normalement un circuit imprimé sur lequel les composants sont soudés. Ils sont habituellement accompagnés d'une documentation détaillée décrivant quel composant est inséré à quel endroit dans le circuit imprimé.
Pour les projets de loisirs avancés, il arrive que le kit ne se compose que d'un circuit imprimé et d'instructions d'assemblage. L'acheteur doit alors se procurer toutes les pièces indépendamment ; ou encore, le vendeur peut fournir des pièces difficiles à obtenir ou préprogrammées tout en laissant l'acheteur se procurer le reste des composants.
Les gens achètent principalement des kits électroniques pour s'amuser et apprendre comment les choses fonctionnent. Les kits étaient autrefois populaires comme moyens de réduire le coût d'achat des biens, mais il n'y a généralement pas d'économies à réaliser en achetant un kit aujourd'hui.
Certains kits électroniques permettaient de fabriquer des appareils complets et complexes tels que des téléviseurs couleur, des oscilloscopes, des amplificateurs audio haut de gamme, du matériel de radio amateur, et même des ordinateurs comme le Heathkit H-8 (en), et le LNW-80 (en). Nombre des premiers ordinateurs à microprocesseur étaient vendus sous forme de kits électroniques ou préassemblés et testés. Heathkit (en) a vendu des millions de kits électroniques au cours de ses 45 ans d'histoire.
L'assemblage à domicile d'appareils électroniques grand public courants ne présente plus d'avantage de coût par rapport aux appareils fabriqués et distribués commercialement. Les gens construisent encore des kits pour des appareils sur mesure et des appareils électroniques spécialisés pour un usage professionnel et éducatif, et comme passe-temps.
On observe également une tendance à simplifier la complexité en fournissant des kits préprogrammés ou modulaires, ce que de nombreux fournisseurs proposent souvent en ligne. Le plaisir et l'excitation de fabriquer ses propres appareils électroniques sont passés, dans de nombreux cas, d'une application facile à comprendre et d'appareils analogiques à des appareils plus sophistiqués et numériques.
À partir des années 1990, l'évolution technologique apportée par l'irruption des composants montés en surface va également bousculer  l'écosystème des kits électroniques ; en effet, la miniaturisation des composants discrets rend difficile, voir impossible, l'activité de brasage des composants par des particuliers.
À partir des années 2000, des entreprises comme Arduino vont proposer des plateformes de prototypage open-source permettant aux utilisateurs de créer des objets électroniques interactifs à partir de cartes électroniques matériellement libres. L'électronique récréative migre vers une activité intégrant de la programmation logicielle plus ou moins complexe, accessibles à des enfants.

## Kits électroniques célèbres
L'Altair 8800, (le premier ordinateur domestique), a également été vendu en kit, tout comme les ordinateurs Sinclair ZX80, Sinclair ZX81 et Acorn Atom (en).